# Felicetto Giuliante
Felice Giuliante (detto "don Felicetto" Giuliante) (Pennapiedimonte, 1º novembre 1885 – Chieti, 24 luglio 1961) è stato uno scultore italiano.
Artista dalla figura poliedrica: a lui si devono opere di architettura in Abruzzo e Molise, opere di modellazione di bozzetti in creta e bronzo, opere di scultura in pietra e in marmo.
Ha progettato e realizzato la grotta-sacrario di Bocca di Valle, il monumento ai caduti abruzzesi della prima guerra mondiale. Suoi anche l'altare all'interno del sacrario e il sarcofago in pietra che custodisce le spoglie di Andrea Bafile.

Profondo conoscitore del romanico abruzzese, a lui furono affidati numerosi interventi di restauro sul patrimonio artistico di arte medievale presente in regione.

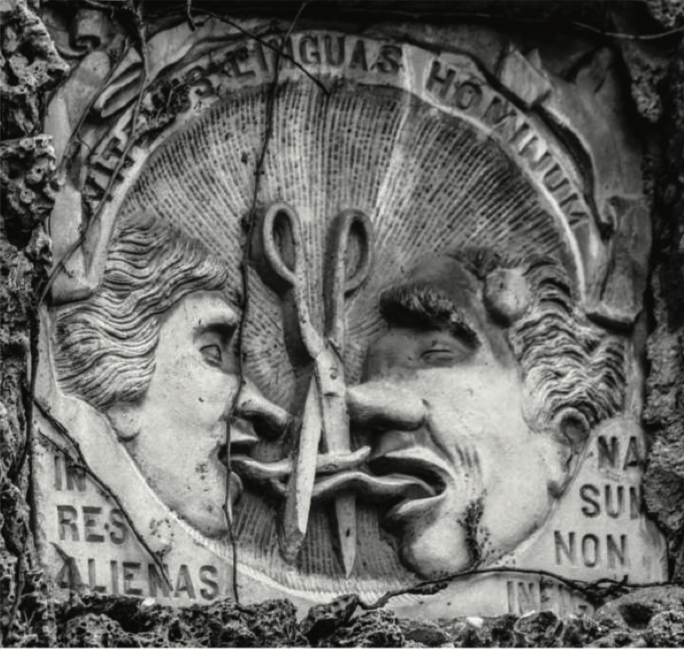
"L'invidia", formella in pietra.

## Biografia

### La formazione e gli esordi
Giuliante iniziò la sua attività di scultore a Pennapiedimonte nel laboratorio dove esercitava il padre Pietro e, prima ancora, il nonno Feliciantonio dal 1802. Eseguì i suoi primi lavori a Casoli, al Palazzo di Mosè Ricci e a Palombaro dove, a completamento della parte terminale del campanile della chiesa dell'Assunta, realizzò la cornice di coronamento.

### La maturità artistica
Nel 1923 a Bocca di Valle, frazione di Guardiagrele, realizzò il monumento ed il sarcofago dove fu sepolto Andrea Bafile, eroe abruzzese della prima guerra mondiale. Il sarcofago è situato all'interno di una grotta scavata nella roccia ed è circondato da pareti ornate con pannelli in ceramica realizzati da Basilio Cascella. Precedentemente, sul fianco della stessa montagna, aveva inciso un epitaffio di Raffaele Paolucci su una grande lapide commemorativa, per celebrare i caduti in guerra. A Guardiagrele nel 1927 scolpí il portale della chiesa di Santa Chiara e nel 1930 restaurò il campanile, il cornicione, il portale e il colonnato meridionale della collegiata di Santa Maria Maggiore. 

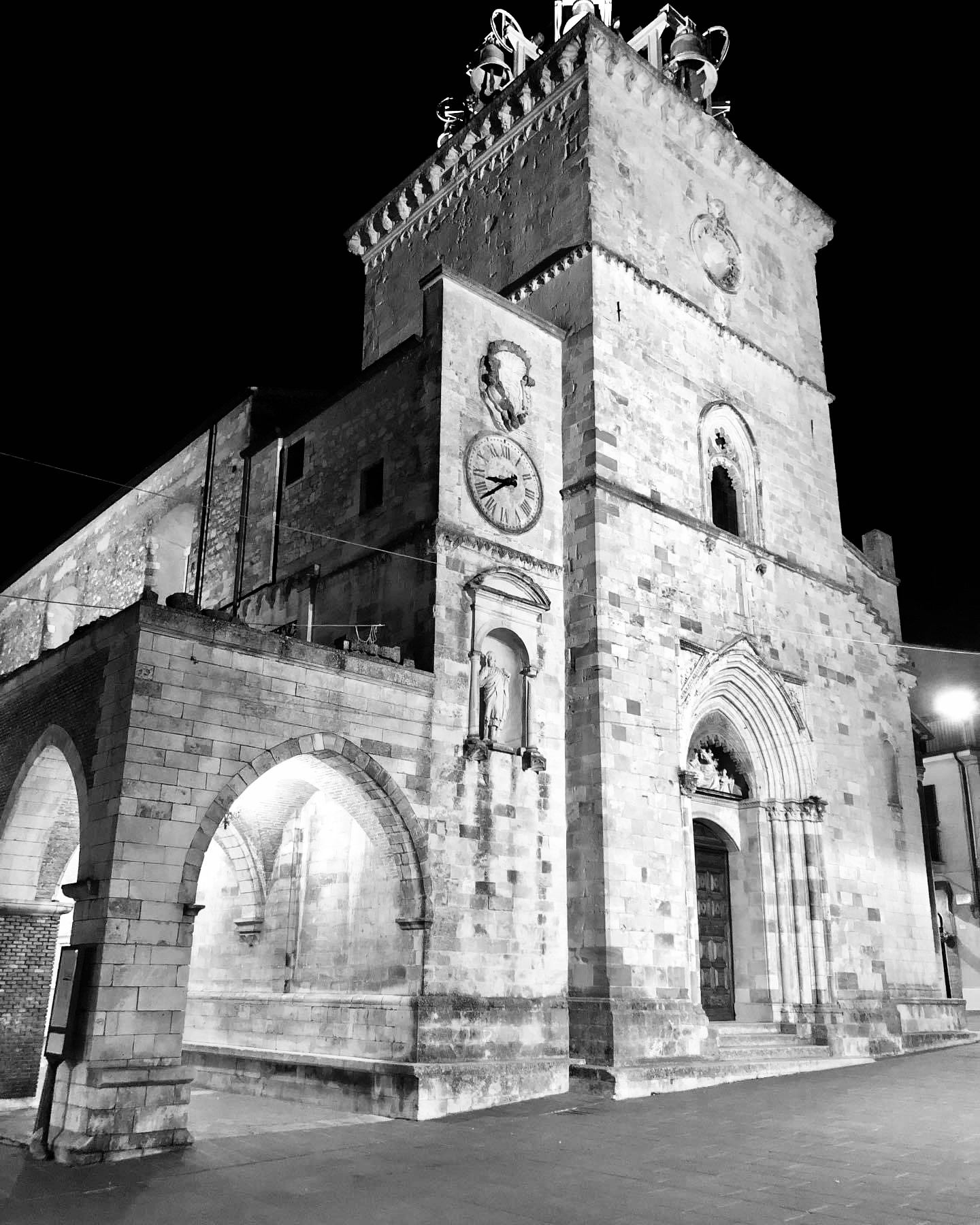
Santa Maria Maggiore, Guardiagrele

Sempre a Guardiagrele restauró il portale della chiesa di San Francesco. Altra opera di questo periodo è la Vera di Pozzo collocata al centro del chiostro del Conventino di Santa Chiara a Bucchianico che Raffaele Paolucci racconta essere stata "tratta in un blocco solo dalla pietra della Majella Madre".

### Il periodo della guerra

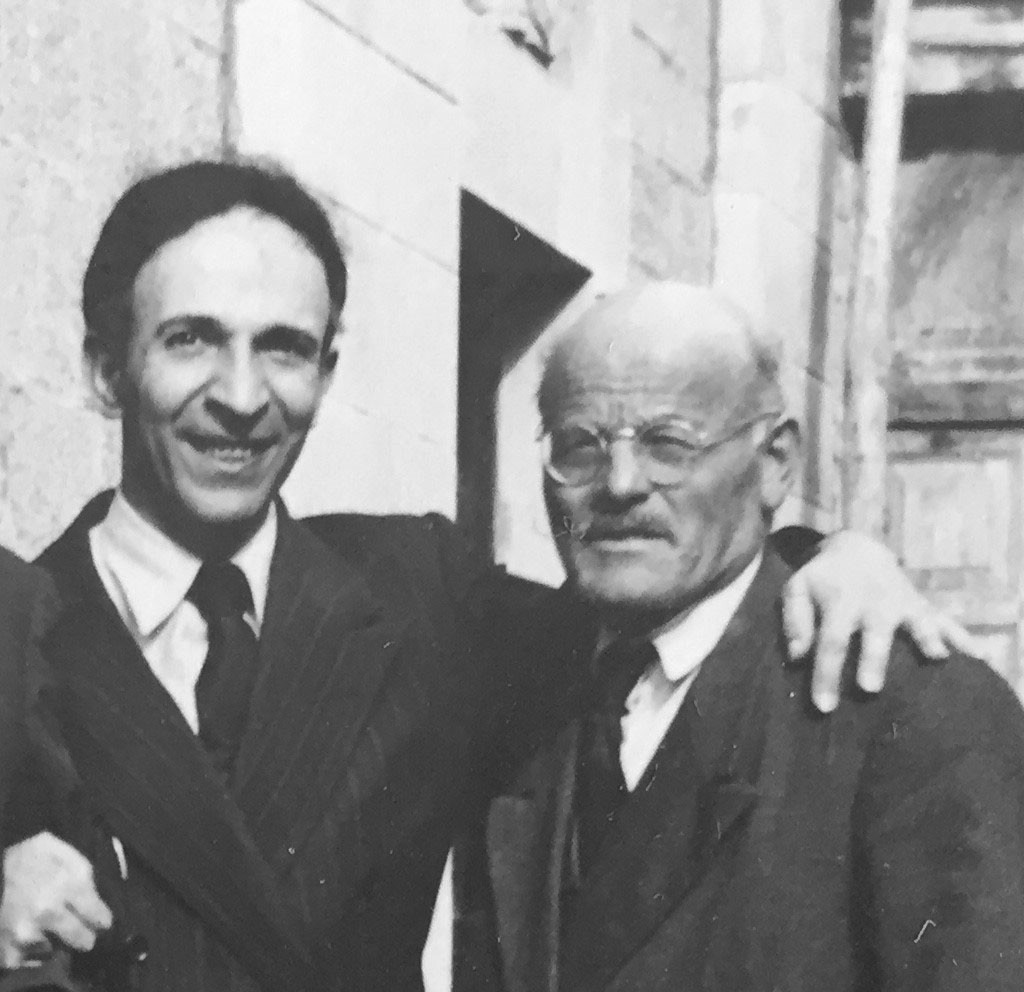
Federico Spoltore e Felicetto Giuliante

Con Federico Spoltore collaborò alla realizzazione dei lavori nella Chiesa di San Michele Arcangelo di Castiglione Messer Marino: lui costruì l'altare, due amboni, la balaustrata, il fonte battesimale e una lastra in terracotta rappresentante l'ultima cena. Il pittore realizzò le tele delle pareti e l'imponente "Crocifissione" dell'altare centrale.

### Il dopoguerra e la morte
Nel periodo post bellico ha realizzato monumenti su commissione pubblica e privata dedicandosi alla creazione di strutture e decorazioni nelle chiese e nei cimiteri.
Nel 1955 venne insignito dell'onorificenza di cavaliere al Merito della Repubblica Italiana. In quell'occasione F. Verlengia scrisse: "La nomina, che onora l’uomo, esalta, in conseguenza, anche l’arte e la vita della sua regione natìa".
Durante il restauro di Santa Maria del Canneto a Roccavivara (CB) ebbe un incidente sul lavoro che minò profondamente la sua salute. Morì il 24 luglio del 1961.

### Altre opere
Oltre quelle già citate, tra le maggiori opere pubbliche si segnalano la Facciata della Chiesa parrocchiale di San Cristinziano (San Martino sulla Marrucina), la Scalinata del duomo di San Leucio (Atessa), l 'Altare, la Balaustra, gli Amboni, il Fonte Battesimale nella chiesa Parrocchiale di San Michele Arcangelo (Castiglione Messer Marino), l 'Altare nella chiesa di Santa Maria Stella Maris (Pescara), il restauro del portale della chiesa di Santa Giusta di Tufillo (Chieti). Tra le opere private si ricordano il gruppo scultoreo interno nella villa Piattelli (Francavilla al mare), la Villa del notaio De Simone (Schiavi D'Abruzzo), “Casa Lastoria”  (Agnone), “Casa Giuliante” (Chieti), l'Acquasantiera nel Castello Chiola (Loreto Aprutino), la cappella gentilizia della famiglia Pianese Cardarelli (Civitanova del Sannio). Tutte queste opere sono tutt'oggi rintracciabili in loco così come la villa di famiglia realizzata a Chieti.

Nel 2019 il museo delle Genti D’Abruzzo di Pescara, con una mostra fotografica curata da Piero Cipollone, ha dedicato una retrospettiva antologica dal titolo “Memorie di pietra: sculture e opere di Felice Giuliante”.

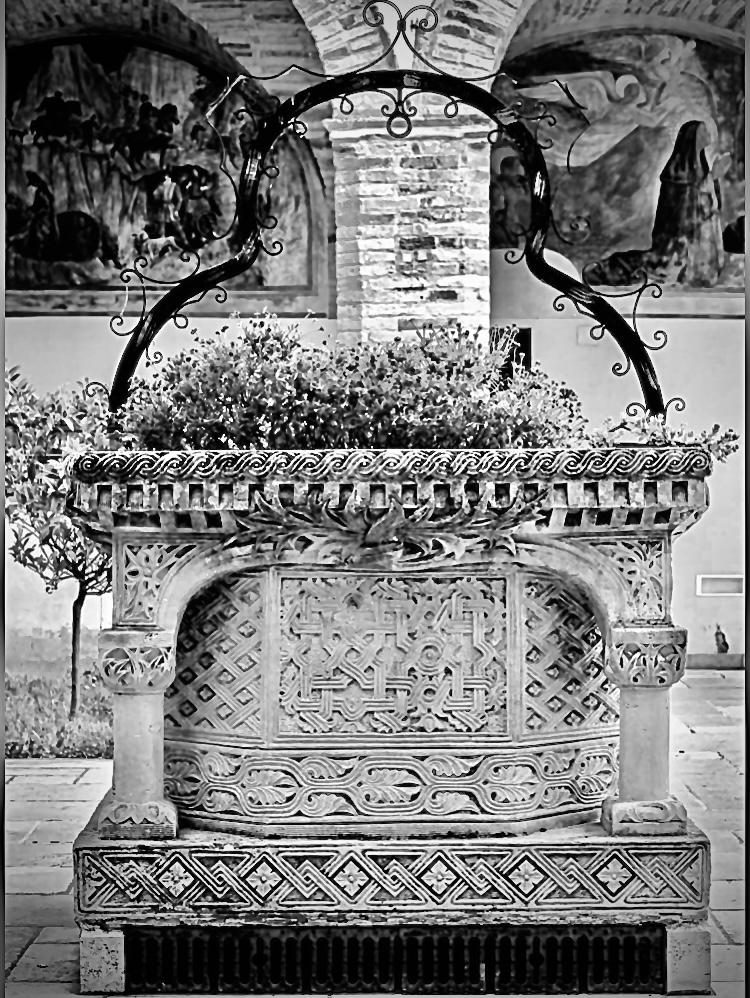
Vera di pozzo, Bucchianico

## Il Sacrario di Bocca di Valle (Chieti)

### Il mausoleo di Andrea Bafile

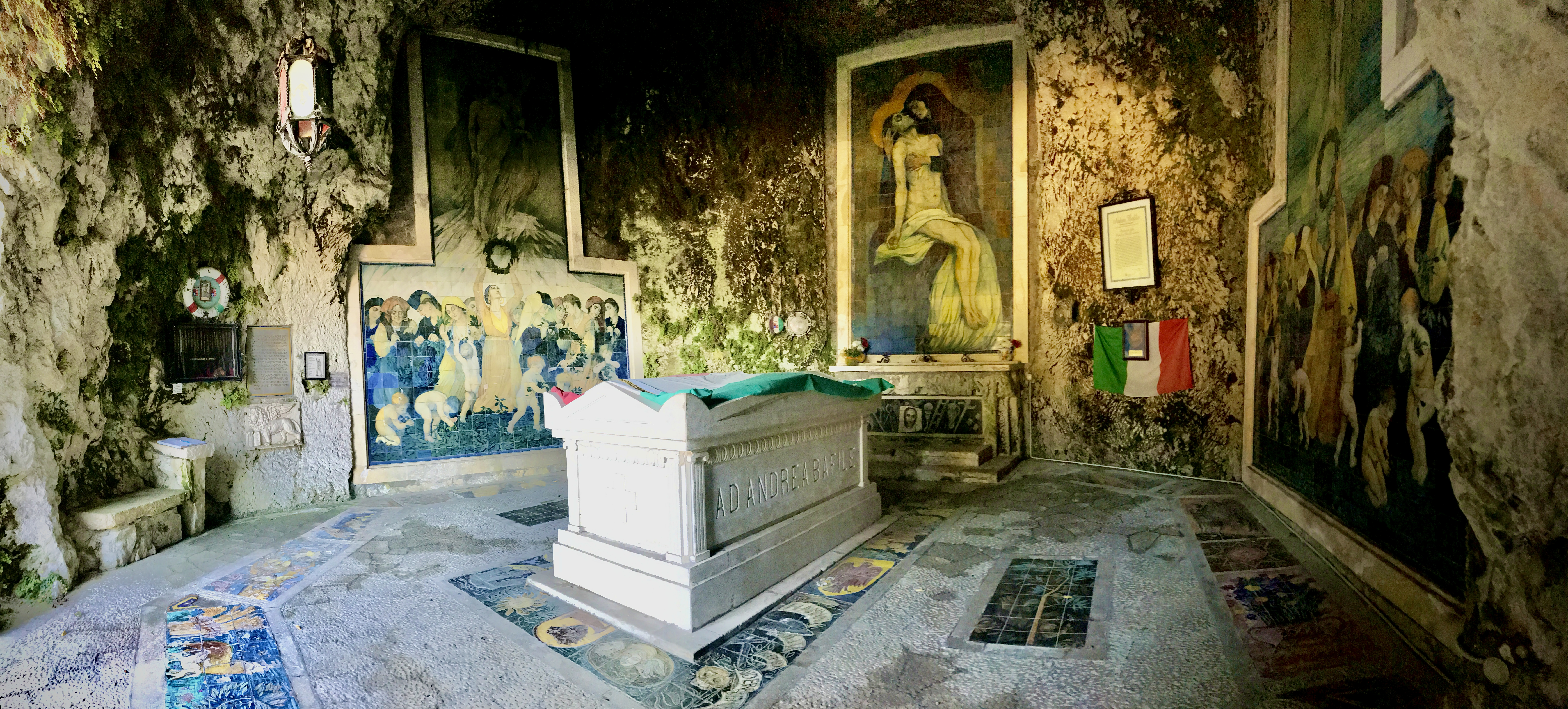
Interno del Sacrario.

Nel 1920 , dopo aver ultimato il restauro del campanile della chiesa dell’Assunta di Palombaro e le opere in pietra presso il palazzo della famiglia Mosè Ricci di Casoli, a Felice Giuliante venne commissionata la realizzazione della lapide a Bocca di Valle per la commemorazione dei caduti abruzzesi della prima guerra mondiale: “legato ad una fune, si avventurò sulla parte rocciosa alla ricerca del posto più adatto e rimase per molti giorni prima a fare sondaggi, poi a scolpire, penzoloni nel vuoto, le lettere alte ognuna quaranta centimetri”.
Nel 1923, diresse i lavori per la realizzazione, su suo progetto, della cappella votiva scavata nella roccia al di sotto della lapide. All’interno, al centro della grande stanza, scolpì personalmente il sarcofago in stile romanico dove sono conservate le spoglie di Andrea Bafile.

## Il Romanico abruzzese e Felice Giuliante

### Il custode di una tradizione secolare di scultura[13]
Felice Giuliante raccoglie l’eredità dei Maestri scalpellini della Maiella ai quali si devono le sculture decorative di San Liberatore e San Clemente a Casauria, due badìe tra le più insigni dell'Italia meridionale medievale, chiaro esempio di romanico abruzzese.

Conoscitore ed esperto di arte medievale, a lui si rivolgeva la soprintendenza delle Belle Arti per il restauro di opere del patrimonio artistico medievale presente in regione quale la Collegiata di Santa Maria Maggiore e il portale della chiesa di san Francesco di Guardiagrele, il campanile della chiesa di Santa Maria Assunta di Palombaro e molte altre ancora. Considerato il discendente spirituale del Maestro Nicodemo, diventa con gli anni un artista dalla figura poliedrica: a lui si devono opere di architettura in Abruzzo e Molise, opere di modellazione di bozzetti in creta e bronzo, opere di scultura in pietra e in marmo.

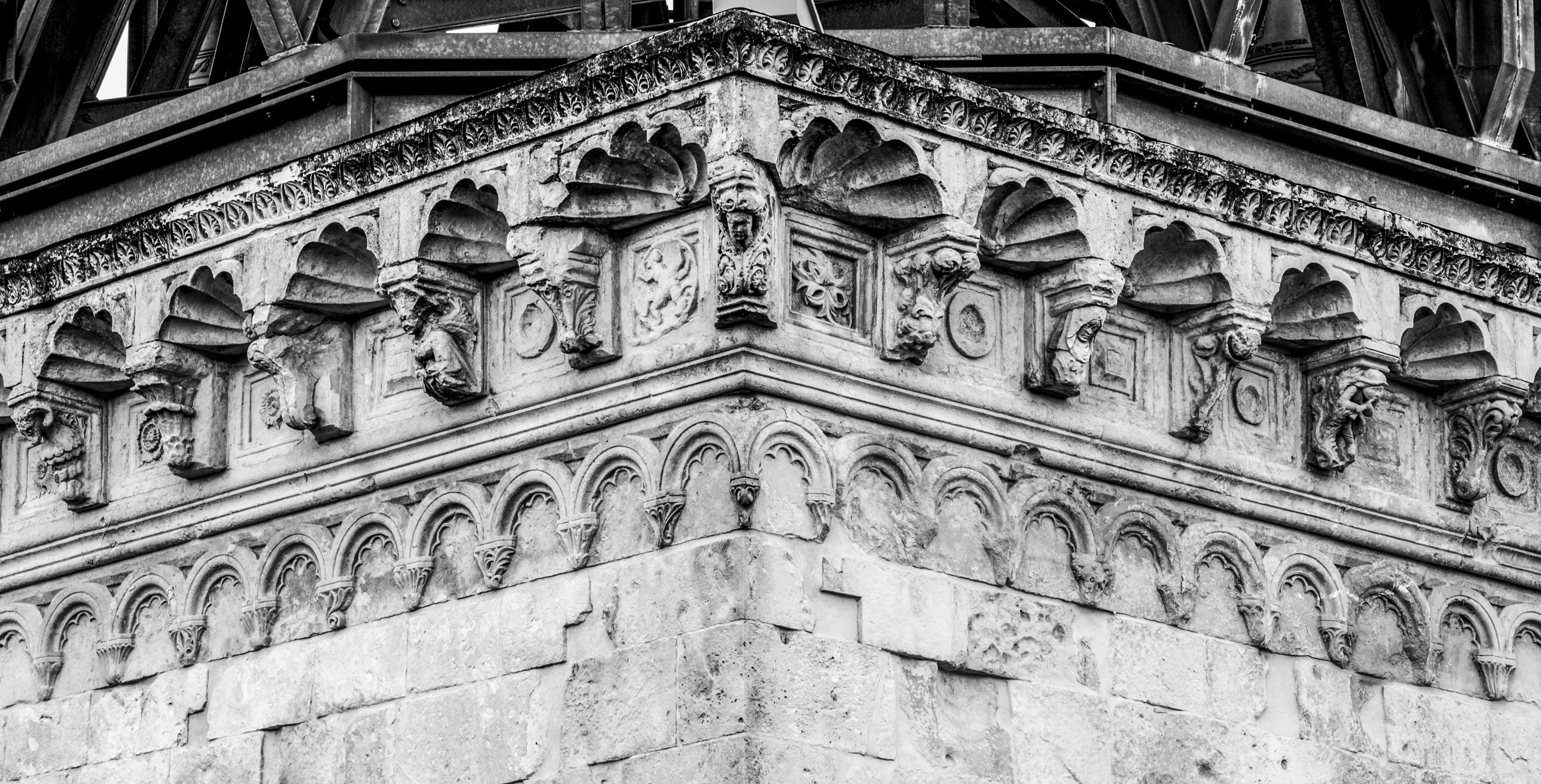
Cornicione di Santa Maria Maggiore, realizzato da Felice Giuliante

### Il custode di una tradizione secolare di scultura

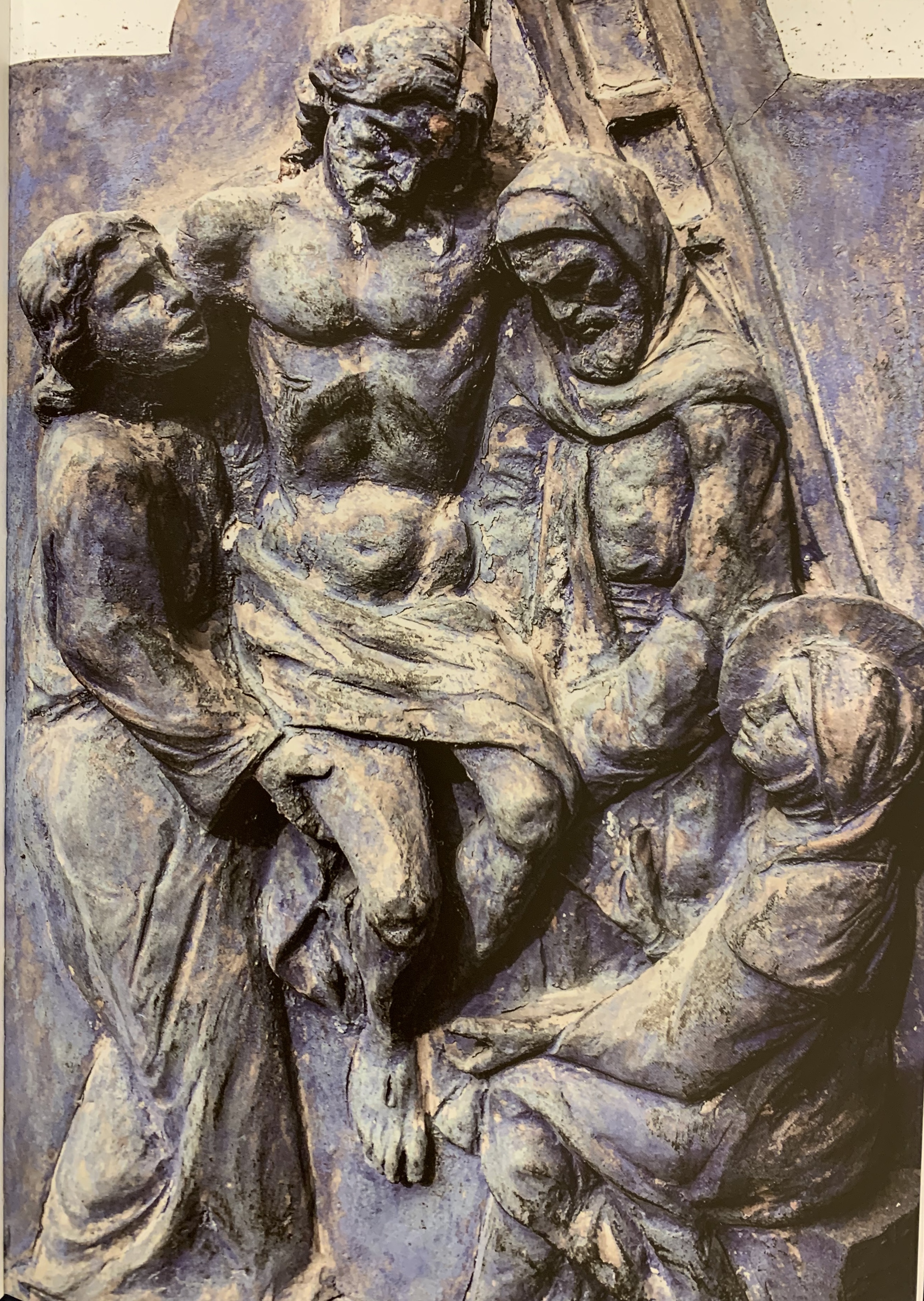
La deposizione di Gesù, terracotta di Felice Giuliante

## Onorificenze, Riconoscimenti ed Intitolazioni
Il 2 giugno 1954 è stato insignito dell'onorificenza di Cavaliere al Merito della Repubblica Italiana.
Il 25 giugno 1956 la Camera di Commercio, Industria e Agricoltura di Chieti gli ha attribuito il Diploma con Medaglia d'Oro come "Premiazione della fedeltà al lavoro e del progresso".
Nel 1974 il comune di Chieti ha intitolato a "FELICE GIULIANTE scultore" una via della città.

## Esposizioni
- Mostra fotografica di Piero Cipollone “Memorie di pietra: sculture e opere del Maestro Felice Giuliante”, Liceo Classico G.B. Vico, Chieti gennaio-febbraio 2019
- Retrospettiva antologica “Memorie di pietra: sculture e opere di Felice Giuliante”, Museo delle Genti D'Abruzzo, Pescara aprile 2019

## Associazione culturale
- Nel 2016 è stata costituita, con finalità no-profit, l'Associazione Culturale Felice Giuliante. Ha come scopo la diffusione dell'opera artistica del Maestro e di altri artisti abruzzesi anche attraverso l'organizzazione di esposizioni ed eventi. Per dettagliate ed aggiornate informazioni è possibile consultare la pagina Facebook dell'associazione